# Instinct (musikalbum av Ektomorf)
Instinct är det ungerska metalbandet Ektomorfs sjätte fullängdsalbum som släpptes år 2005.

## Låtlista
1. "Set Me Free"	- 3:10
2. "Show Your Fist" - 3:28
3. "Instinct" - 3:58
4. "Burn" - 4:16
5. "The Holy Noise" - 3:42
6. "Fuck You All" - 3:10
7. "United Nations" - 5:04
8. "Land of Pain" - 2:12
9. "I Break You" - 3:50
10. "You Get What You Give" - 2:47
11. "Until the End" - 3:55
12. "I Will" - 3:52

## Bonuslåtar
1. "Destroy" (Videoklipp)
2. "I Know Them" (Videoklipp)